# Église Saint-Roch de Diémoz
L'église Saint-Roch est une église catholique située à Diémoz, en région Auvergne-Rhône-Alpes, en France.

## Localisation
L'église est située dans le département français de l'Isère, au cœur du bourg central de la petite commune de Diémoz, relevant historiquement de la province du Dauphiné. 
Propriété de la commune, l'église est desservie par la paroisse  Saint Hugues de Bonnevaux  qui est, elle-même, rattachée au diocèse de Grenoble-Vienne.

## Description
Cette église aux dimensions modestes est surélevée par rapport à la rue. Elle est composée d'une nef et de deux bas-côtés, d'un transept non saillant par rapport aux bas-côtés avec un chevet polygonal. Le clocher désaxé est situé dans l'angle nord-ouest de la nef, la sacristie étant également désaxée. Elle est dédiée à Roch de Montpellier, saint patron des pèlerins et de nombreuses confréries ou corporations.

## Historique
Construite à partir du 1533, cet édifice religieux de rite catholique fait l'objet d'une inscription au titre des monuments historiques par arrêté du 31 décembre 1980.
À l'origine, il s'agit d'une dépendance du château de Diémoz, soit une simple chapelle à vocation funéraire et elle était réservée à la famille seigneuriale. Elle est classée en église paroissiale au XVIIIe siècle. Devenue trop petite pour desservir la population du village, elle évite la destruction pour être simplement élargie de deux nefs latérales à la fin du XIXe siècle.